# Antheraea rosemariae
Antheraea rosemariae is een vlinder uit de familie nachtpauwogen (Saturniidae), onderfamilie Saturniinae.
De wetenschappelijke naam van de soort is voor het eerst geldig gepubliceerd door Holloway, Naessig & Naumann in 1995.